# Cubal
Cubal – miasto w Angoli, w prowincji Benguela.